# 5e corps mécanisé (1re formation)
Pour les articles homonymes, voir 5e corps d'armée.
Le 5e corps mécanisé est un corps mécanisé de l'Armée rouge au début de Seconde Guerre mondiale. Il est formé en Extrême-Orient en 1940 et déplacé vers l'ouest avant l'invasion allemande de l'Union soviétique. Il combat lors de la première bataille de Smolensk, perdant un grand nombre de chars lors de la contre-attaque de Lepel. Le corps est encerclé dans la poche de Smolensk et, après avoir éclaté, est dissous fin août 1941.

## Historique
Le 5e corps mécanisé (numéro d'unité militaire 4664) commence à se former le 1er juillet 1940 dans le cadre de la 16e armée dans le district militaire de Transbaïkalie. L'état-major du corps et la 17e division de chars sont formés au point de croisement 77 du chemin de fer de Transbaïkalie (en) et la 13e division de chars au point de croisement 76. Il est commandé par le lieutenant-général Makar Terekhine (en). Le quartier général du corps est à partir de celui du 51e corps de fusiliers. La 13e division de chars est formée à partir de la 15e brigade de chars légers et la 17e division de chars à partir de la 37e brigade de chars légers. Cette division comprend également le 199e bataillon de lance-flammes et le 526e bataillon de transport. La 109e division motorisée (en), anciennement du 12e corps de fusiliers, rejoint le corps à Kharanor. Le 11 mars 1941, le major-général Ilia Alekseïenko (en), commandant de la 17e division de chars, devient commandant du corps. Le corps reçoit l'ordre de se redéployer vers l'ouest avec la 16e armée le 25 mai. Il embarque avec la 57e division de chars pour rejoindre l'ouest en voie ferrée. Le corps débarque le 12 juin dans le district militaire de Kiev. Le quartier général du corps, la 13e division de chars et la 109e division motorisée s'intallent à Berditchev et la 17e division de chars à Iziaslav.
Lorsque l'invasion allemande de l'Union soviétique débute le 22 juin, le corps est équipé de 1 070 chars, dont 59 chars lance-flammes et 10 chars BT-2, et d'au moins 493 BT-7. Le 26 juin, il reçoit l'ordre de se déplacer avec la 16e armée vers la région d'Orcha et de Smolensk. Après avoir atteint Smolensk, il est subordonné à la 20e armée le 4 juillet  pour une contre-attaque visant à reprendre Senno et Lepel en collaboration avec le 7e corps mécanisé. Le 6 juillet, le corps dispose de 974 chars : 7 chars KV, 10 chars T-34, 595 chars BT, 242 chars T-26, 61 chars lance-flammes et 59 chars amphibies T-37/ 38. Le corps doit avancer de 135 km, en atteignant Lepel par Senno. 

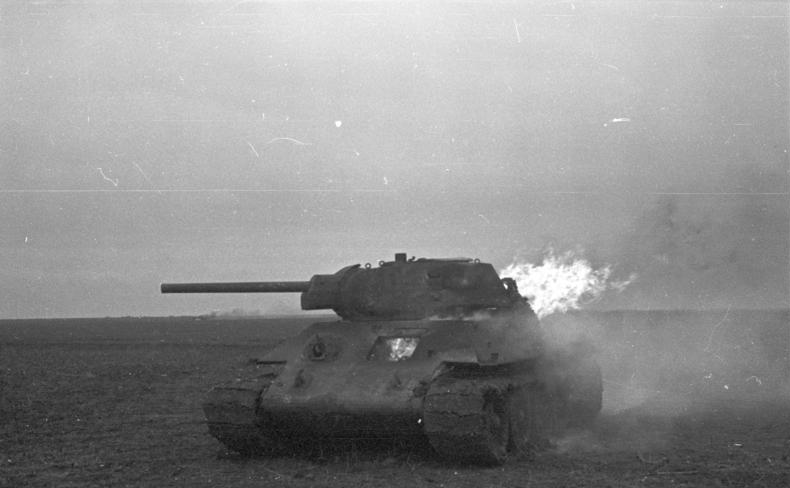
Un char T-34 en feu, du type utilisé par le corps.

Au moment où il est engagé dans la bataille à Lepel le 6 juillet, le corps est aux deux tiers de ses effectifs en raison de pannes. Le corps attaque également sans soutien aérien et avec une pénurie de canons anti-aériens, de carburant et de munitions. Alekseïenko déploie son corps en deux échelons : les 13e et 17e divisions de chars attaquent en premier, avec la 109e division motorisée en deuxième échelon.  La 17e division blindée se heurte à la 17e Panzerdivision à Senno le 6 juillet au début de la contre-attaque.  La 13e division de chars est attaquée sur son flanc gauche par la 18e Panzerdiviison après avoir avancé plus à l'ouest que la 17e division de chars. Le 10 juillet, le corps est déjà en grande partie détruit. Dans la région d'Orcha, le corps en retraite reçoit des chars de remplacement, ainsi que l'ordre de reprendre l'attaque le lendemain.  Le corps contre-attaque vers Vitebsk depuis le sud en collaboration avec le 7e corps mécanisé. Face aux 7e et 12e Panzerdivision, les pertes combinées des deux corps s'élèvent à 100 chars. 
À la fin du 15 juillet, le corps se trouve piégé dans la poche de Smolensk.  À partir du 17 juillet, les restes du corps combattent contre la 12e Panzerdivision et la 35e division d'infanterie au nord-est d'Orcha jusqu'à ce qu'ils soient contraints de battre en retraite faute de munitions dans la région de Lioubavitchi. En outre, un détachement des restes du corps dirigé par le colonel Alexandre Lizioukov permet à des éléments des 16e et 20e armées d'échapper à la poche de Smolensk en conservant à Solovevo une brèche dans l'encerclement allemand. Le 18 juillet, le corps reçoit l'ordre d'attaquer les troupes allemandes dans la région de Krasny. Le même jour, le corps aurait combattu dans la région de Liady et Sirokorenié, 60 km à l'ouest de Smolensk, tout en se retirant vers le passage de Goussino, 45 km à l'ouest de la ville.  Le 19 juillet, la 109e division motorisée devient la 109e division de fusiliers.  Les 13e et 17e divisions de chars combattirent les 17e et 18e Panzerdivision dans la partie sud de la poche. Le corps est déplacé vers le secteur nord-est de la poche pour attaquer vers Doukhovchtchina avec l'ordre de maintenir ouvert le corridor de Solovevo.  Le 26 juillet, il reste 58 chars.  La 1re division de fusiliers motorisés (ru) est rattachée au corps dans la poche de Smolensk le 1er août.  Dans la nuit du 31 juillet au 1er août, le corps s'échappe de la poche de Smolensk par une brèche dans l'encerclement allemand. Le commandant adjoint du corps, le major-général Evgueni Jouravlev, prend le commandement  après la mort d'Alekseïenko des suites de ses blessures le 2 août. 
Le 5 août, après s'être échappé à la poche de Smolensk, le corps reçoit l'ordre de se concentrer au sud-est de Iartsevo.  Le 7 août, le corps reçoit l'ordre de se rassembler au sud-est de Gjatsk avec la 57e division de chars.  Dans la nuit du 7 au 8 août, le corps reçoit l'ordre de se déplacer au sud-est de Gjatsk, devant la réserve.  Le 10 août, la 13e division de chars est dissoute à la suite des lourdes pertes subies au cours du dernier mois de combats.  Le corps est dissous vers le 24 août 1941  en raison de la réorganisation des forces mécanisées soviétiques en unités plus petites.  La 17e division de chars est transformée en brigade blindée quelques jours plus tard.

## Composition
Le corps comprenait les unités suivantes :
- 13e division de chars
- 17e division de chars
- 109e division motorisée
- 8e régiment motocycliste
- 255e bataillon de communications
- 55e bataillon routier
- 105e escadron d'aviation du corps
- 484e bureau de la Banque d'État